# Saint-Laurent-la-Vernède
Saint-Laurent-la-Vernède è un comune francese di 716 abitanti situato nel dipartimento del Gard, nella regione dell'Occitania.

## Società

### Evoluzione demografica
Abitanti censiti